# Two Worlds II: Pirates of the Flying Fortress
Two Worlds II: Pirates of the Flying Fortress (с англ. — «Два мира 2: Пираты Летучей крепости») — компьютерная ролевая игра, автономное загружаемое дополнение для игры Two Worlds II, разработанное компанией Reality Pump. Игра была издана в 2011 году компанией TopWare Interactive для платформ Windows, Playstation 3, Xbox 360 и Mac OS X.
Сюжетная линия дополнения не связана с основной игрой. Его действие проходит на архипелаге Кангор-Бей, над которым возвышается таинственный летучий корабль-крепость. Изначально игрок выполняет поручения пиратов, бросивших якорь у одного из островов, однако позже ему придётся столкнуться и с другими задачами, такими как поиск сокровища, по слухам, исполняющего любое желание нашедшего.
Дополнение не вносило новых элементов игрового процесса, однако содержало многочисленные доработки и улучшения, вследствие чего получило более высокие оценки критиков, чем Two Worlds II.

## Сюжет
Дополнение имеет собственную сюжетную линию, никак не связанную с основной игрой. Повествование ведётся от лица старого пирата, рассказывающего в таверне истории о похождениях знаменитого капитана пиратов Эдвина Тила. Главный герой, путешествующий по Анталору в поисках работы, встречается с посланниками капитана, предлагающими выполнить для него поручение. Прибыв к месту стоянки корабля «Странствующий гнев» (англ. Wandering Wrath), он оказывается пленником архипелага, где и происходит действие игры.
У игрока две основные задачи: помочь капитану Тилу и его возлюбленной, ученице шамана Марен, преодолеть препятствия на пути к счастью; а также найти сокровище, по легендам, исполняющее любое желание нашедшего. Для этого необходимо разгадать загадки архипелага и его обитателей, попасть на летающий корабль-крепость и помочь его капитану и пленнику — картографу Нануку Канга — восстановить разум и обрести покой.
В игре три концовки в зависимости от того, как именно главный герой распорядится сокровищем: он может отказаться от него и отправиться на поиски новых приключений, попытаться обрести собственное счастье или исполнить заветное желание встреченной им ранее пары призраков — воссоединиться с их материальным телом.
Помимо основной сюжетной линии, в дополнении присутствует значительное количество побочных заданий. Юмористический подход был сохранён и расширен: так, игроку предлагается устроить свидание квартирмейстера Билли и изменившего пол эльфа, посетить дискотеку нежити и доставить угрюмому пирату платье из голубого шёлка. В то же время, большинство заданий являются линейными, предполагают только один вариант разрешения и страдают от значительного количества однообразных боёв. Полное прохождение дополнения занимает примерно 16 часов.

## Игровой мир
Действие игры происходит на архипелаге Кангор-Бей (англ. Kangor Bay), состоящем из четырёх больших островов и пяти маленьких. Все они относятся к одной климатической зоне, напоминающей средиземноморское побережье, однако в призрачном мире подсознания, который игрок посетит ближе к финалу, присутствуют также саванна и джунгли. Над островами возвышается летучий корабль-крепость, по слухам, хранящий тайну легендарного сокровища. Когда-то острова были обитаемы и на них располагались посёлки и деревни. Однако в результате магического катаклизма почти все его жители превратились в монстров. Кроме того, на острова наложено проклятье: душа любого, кто пытается их покинуть, отделяется от физического тела и остаётся навечно на архипелаге. У одного из островов бросил якорь пиратский корабль «Wandering Wrath», служащий базой для игрока. Однако не все члены команды довольны действиями капитана, стремящегося во что бы то ни стало добиться своей цели, и на корабле назревает бунт.

#### Основные персонажи
- Главный герой — безымянный наёмник и искатель приключений. Он оказался на архипелаге приняв предложение работы от капитана Тила. Игрок может импортировать персонажа из основной игры или выбрать одного из предложенных героев.
- Капитан пиратов Эдвин Тил. Присутствует в игре в двух формах: тело и душа. В своей бездушной физической ипостаси отличается крайней жестокостью и безжалостностью.
- Ученица шамана Марен, возлюбленная Эдвина Тила. Обладает знаниями о сокровище, которыми согласна поделиться с главным героем в обмен на помощь в объединении души и тела капитана Тила. Как выясняется в ходе игры, именно она стала невольной причиной превращения всего населения архипелага в кровожадных монстров[9].
- Картограф Нанук Канга. На момент событий игры, проклятый богом земли Троглином за чрезмерное стремление к познанию, является пленником своего летучего корабля[10] и совершенно безумен. Узнать историю его жизни, помочь ему обрести душевное равновесие и освободить от проклятья, позволив совершить самоубийство — одна из основных задач главного героя.

## Игровой процесс

Действие дополнения происходит на островах, в связи с чем передвижение по морю играет в нём значительную роль.

Игровой процесс по сравнению с основной игрой не претерпел существенных изменений. Игрок управляет одним персонажем, который сражается с противниками в ближнем бою, с использованием луков или арбалетов, а также при помощи магии. Дополнение рассчитано на высокие показатели статистик персонажа, поэтому импортированный персонаж сразу получает 42-й уровень, как и вновь создаваемые персонажи. В Two Worlds II: Pirates of the Flying Fortress были добавлены новые виды оружия (в том числе арбалеты, наносящие бо́льшие повреждения, чем луки, но дольше перезаряжающиеся), а также новые типы монстров и боссы.
Все механики основной игры, включая мини-игры, перенесены и в дополнение. Передвигаться по миру можно верхом на лошади (на одном из островов), которую можно одеть в броню. Также можно плавать на лодке, управление которой было несколько упрощено. Также для перемещения можно использовать сеть телепортов. Был улучшен режим управления находящимися у персонажа предметами, стало возможным уменьшить размер значков с предметами. Графическое оформление игры было несколько обновлено: добавлены новые эффекты освещения, увеличена детализация лиц, появились новые погодные явления, например, дождь. Больше внимания было уделено кинематографическим вставкам, а также битвам с боссами.
В дополнение были включены четыре новые карты для многопользовательской игры.

## Разработка
Идея обращения к пиратской тематике возникла у разработчиков ещё на раннем этапе создания Two Worlds II, однако никак не была воплощена в основной игре. Также ещё в 2008 году публиковались ранние наброски летающих крепостей и городов.
Разработка дополнения была анонсирована в апреле 2011 года, выпуск был запланирован в сентябре того же года. Впервые дополнение было показано публике на выставке E3 в июне 2011 года. Дополнение вышло в сентябре 2011 года для Windows, macOS и Xbox 360, а чуть запоздавшая версия для PS3 появилась в октябре того же года.

## Саундтрек
Саундтрек был выпущен для цифровой загрузки 20 сентября 2013 года. 
Вся музыка написана Бориславом Славовым и Виктором Стояновым.
| №                   | Название                                   | Длительность |
| ------------------- | ------------------------------------------ | ------------ |
| 1.                  | «Sails And Journeys»                       | 3:33         |
| 2.                  | «Cartographer's Mind (Part I)»             | 3:10         |
| 3.                  | «Pirates' March»                           | 2:41         |
| 4.                  | «Trip Inside A Dream»                      | 2:57         |
| 5.                  | «Pirates of the Flying Fortress»           | 2:54         |
| 6.                  | «Buccaneers Route»                         | 3:10         |
| 7.                  | «Sinister Breath»                          | 2:08         |
| 8.                  | «Venture.Fight.Explore»                    | 2:06         |
| 9.                  | «Green Fields Of Antaloor II»              | 2:17         |
| 10.                 | «Winds and Stories»                        | 2:47         |
| 11.                 | «Dead Man's Dance»                         | 2:56         |
| 12.                 | «Cartographer's Mind (Part II)»            | 2:52         |
| 13.                 | «Every Path You Take»                      | 3:08         |
| 14.                 | «New Ashos (Subconscious)»                 | 2:15         |
| 15.                 | «Creeping Darkness»                        | 2:43         |
| 16.                 | «Unreal Encounters»                        | 2:46         |
| 17.                 | «Timeless»                                 | 2:50         |
| 18.                 | «Buccaneers Route - Epilogue»              | 1:43         |
| 19.                 | «Pirates of the Flying Fortress (Reprise)» | 2:53         |
| Общая длительность: | Общая длительность:                        | 51:49        |

## Восприятие
| Сводный рейтинг       | Сводный рейтинг | Сводный рейтинг | Сводный рейтинг | Сводный рейтинг |
| Издание               | Оценка          | Оценка          | Оценка          | Оценка          |
| Издание               | Общая           | PC              | PS3             | Xbox 360        |
| --------------------- | --------------- | --------------- | --------------- | --------------- |
| GameRankings          |                 | 83 %            |                 | 78,50 %         |
| Metacritic            |                 | 78              |                 |                 |
| MobyRank              |                 | 83              |                 |                 |
| «Критиканство»        | 69              |                 |                 |                 |
| Иноязычные издания    |                 |                 |                 |                 |
| Издание               | Оценка          | Оценка          | Оценка          | Оценка          |
| Издание               | Общая           | PC              | PS3             | Xbox 360        |
| GameStar              |                 | 85/100          |                 |                 |
| jeuxvideo.com         |                 | 16/20           | 15/20           | 15/20           |
| Русскоязычные издания |                 |                 |                 |                 |
| Издание               | Оценка          | Оценка          | Оценка          | Оценка          |
| Издание               | Общая           | PC              | PS3             | Xbox 360        |
| Absolute Games        |                 | 45 %            |                 |                 |
| «PC Игры»             |                 | 7,5/10          |                 |                 |
| «Игромания»           |                 | 85 %            |                 |                 |

Дополнение получило более высокие оценки, чем основная игра. Обозреватели отметили занимательность и оригинальность заданий, улучшенную графику, исправленные технические проблемы. Были решены многие проблемы, связанные с неудобными интерфейсом, значительно расширены возможности по настройке управления. За счёт того, что игроку с самого начала предоставлялся персонаж высокого уровня, уменьшилась сложность начального этапа игры. Улучшены были и диалоги: за счёт изменяющегося положения камеры они приобрели бо́льшую кинематографичность.
В числе недостатков отмечалось несоответствие названия игры её сюжету игры, в котором пиратская составляющая играла второстепенную роль. Критики обратили внимание на слабость искусственного интеллекта противников, изобилие денег и предметов, а также линейное прохождение заданий. Обозреватели GameStar сообщили, что несмотря на большой выбор тактических возможностей, доступных игроку, на практике они используются редко, в том числе в битвах с боссами.
Владимир Горячев (Absolute Games), поставивший дополнению одну из самых низких оценок, дал ему такую характеристику: «Трофеи — тоска зеленая, от подземелий клонит в сон, боевая система не поумнела, интерфейс по-прежнему пугает обилием глупых решений». В то же время, по его мнению, позитивными моментами являются хорошее качество музыки и наличие в игре юмористической составляющей. Музыкальное и звуковое оформление игры положительно оценили и другие обозреватели, заметив улучшившееся качество озвучивания реплик новым составом актёров.
По всеобщей оценке критиков дополнение унаследовало от основной игры как сильные, так и слабые стороны. Редактор GameStar в предварительном обзоре игры отметил, что дополнение выглядит лучше основной игры во многих отношениях; разработчики прислушались к пожеланиям игроков, исправили множество мелких недочётов и предложили новую интересную и отличающуюся разнообразием историю. Другие авторы также отметили, что благодаря меньшему объёму содержания уровень проработки отдельных деталей в дополнении оказался выше, чем в основной игре, что обусловило более хорошие оценки.